# Samsung Galaxy S8
O Samsung Galaxy S8 é um smartphone avançado (topo de linha), inicialmente disponibilizado com o sistema operacional Android Nougat, fabricado pela Samsung Electronics. Lançado em março de 2017, com início da venda em 21 de abril de 2017.
Este modelo possui duas versões: S8 e S8+, onde a versão + possui um melhor hardware e desenho em relação a seus antecessores, isto inclui telas maiores com uma relação de aspecto maior e tela curva em ambos modelos S8 e S8+. Também tem leitor de íris, reconhecimento facial e um assistente Bixby.

## Especificações

### Software
O modelo S8 é lançado oficialmente com o sistema Android 7.0 Nougat com sua nova interface Samsung Experience (evolução da TouchWiz) e tem um assistente virtual chamado Bixby, o qual é uma evolução do S Voice. Este pode controlar o dispositivo com uso da voz. Também terá suporte para aplicativos de terceiros, no entanto, não suportava outros idiomas além do coreano, mas com a atualização para o Android Oreo, este foi disponibilizado também em inglês.
O Galaxy S8 tem Samsung DeX, que é um modo de computador para tela externa. É semelhante ao Continuum da Microsoft. A câmera tem reconhecimento de objetos.

### Hardware
Os dois modelos possuem o processador Qualcomm Snapdragon 835 nos EUA e Samsung Exynos 8895 no mercado internacional, sendo ambos processadores Octa-core. Ambos possuem configurações semelhantes, porém o Snapdragon 835 possui uma CPU mais potente, com 2.4 GHz de Clock versus 2.3 GHz no Exynos 8895.
Tanto o S8 quanto o S8+ possuem em sua versão mais básica 4GB de Memória RAM e 64GB de Armazenamento Interno, mas o último possui também uma versão de 128GB de Armazenamento Interno e 6GB de RAM, disponível na Coreia do Sul, nos EUA, no Brasil e na Europa. Todas as versões tem suporte para expansão de memória via MicroSD de até 256GB.

### Tela[5]
O S8 possui uma tela de 5.8 polegadas Super AMOLED com proteção contra riscos e arranhões Gorilla Glass 5. Sua resolução é de 1440 x 2960 pixel. O S8+ oferece 6.2 polegadas, com o mesmo Super AMOLED, mesma resolução e mesma proteção Gorilla Glass.

### Câmera[5]
As câmeras de ambos são as mesmas, com 12 Megapixel na traseira, gerando vídeos com 4K de resolução a 30 FPS, e imagens com resolução de 4290 x 2800 pixel em uma abertura de F 1.7. A câmera dianteira é de 8 Mp, com abertura de F 1.7, gerando vídeos com resolução de 2560 x 1440 pixel a 30 fps.

### Conectividade[6]
Tanto o S8 quanto o S8+ possuem as mesmas configurações de conectividade. Para o Wi-Fi, as portas são 802.11 a/b/g/n/ac. Bluetooth versão 5.0 com LE/EDR/A2DP/aptX, USB Type-C, NFC e GPS A-GPS/GLONASS/BeiDou/Galileo.
Possui sistema Dual Sim, que permite a utilização de dois Cartões SIM simultaneamente. A velocidade máxima de download é de 1000 mbps, e de upload é de 150 Mbps.

## Críticas
Dan Seifert, da The Verge, mostrou o design do Galaxy S8, descreveu-o como um "dispositivo para olhar e segurá-lo" que foi "refinado e polido para um brilho literal" e acrescentou "nenhum dispositivo que eu usei antes parece o mesmo". Ele descreveu que o hardware funciona "praticamente perfeito", Seifert também gostou do software, disse que "a Samsung era menos conhecida por polir e por sua falta de moda. Em uma mudança no software Galaxy S8, eu ouço dizer que está tudo bem". No entanto, ele criticou o assistente Bixby, disse que "no estado atual, não pode fazer muito" e também criticou os aplicativos duplicados. Sobre o desempenho, ele escreveu que o Galaxy S8 era "rápido e responsivo imediatamente, mas praticamente como qualquer outro smartphone premium que pode ser comprado, e o Galaxy S8 não se percebe que é mais rápido que o Google Pixel, o LG G6 ou o iPhone 7". O repórter de Verge, Vlad Savov, sentiu que a localização do sensor de impressão digital era "uma decisão confusa se considerássemos que se destinava a colocar o leitor na tela, mas a implementação não era possível no momento do seu lançamento".
O Chris Velazco da Engadget também mostrou o design, começando por "de sua tela curva ao uso de metal e vidro, sentiram-se como as versões mais pequenas e mais elegantes do Galaxy Note 7", e também disseram que a tela era simplesmente "incrível". Velazco chamou a interface de "sutil e pensativo em decisões de design". Ele notou que o assistente da Bixby ainda não estava pronto, ele cumpriu a promessa de que as funções de voz seriam melhor do que as oferecidas por Siri ou Assistente do Google, e escreveu que "com esse tipo de complexidade você tem, talvez você não deva ficar surpreso que isso ainda não tenha sido feito". Sobre o desempenho e a câmera, embora observando que "a câmera de 12MP não mudou muito desde o ano passado. Isso não é ruim, pois foram boas câmeras para começar", Velazco resumiu sua opinião ao escrever que os dispositivos "não são perfeitos, mas é tão perto quanto a Samsung conseguiu".
Ron Amadeo da Ars Technica percebeu que a proporção de aspecto incomum era o resultado de margens pretas ao assistir vídeos 16:9 sem ampliar ou esticar a imagem. Ele elogiou que ele sente que o Galaxy S8, chamando-o de "perfeito", mas foi criticado por ter um cristal mais frágil e que "o cristal brilhante e escorregadio não se sente tão bom quanto o metal, por seu alto preço, preferimos que a Samsung use o metal na traseira". Ele criticou as opções biométricas para desbloquear o Galaxy S8, disse: "Existe um scanner de íris, um leitor de impressão digital e desbloqueio facial. O problema é que nada disso é bom", também criticou as aplicações duplicadas, disse "A maioria não pode ser eliminada e não é muito irresistível". Ele criticou Bixby, chamando-o de "extra esquisito" porque os smartphones com o Google Assistant já estão presentes.
Antes do lançamento oficial do Galaxy S8, os relatórios disseram que Bixby estaria disponível em 7 a 8 idiomas no lançamento. Relatórios posteriores disseram que Bixby só teria suporte em inglês para sua liberação, embora seja observado que várias línguas estarão disponíveis nos "próximos meses" em meados de abril, o Wall Street Journal disse que a Bixby não teria apoio para o inglês americano.
Alguns dos usuários avançados do Android esperavam que a Samsung retornasse o controle remoto universal ao Galaxy S8, mas esse recurso não foi retornado.

## Vendas
O Galaxy S8 e Galaxy S8+ tiveram mais de 720,000 unidades pré-ordenadas numa semana, enquanto o Galaxy S7 teve 100,000 e o Note 7 200,000. Em meados de abril, o número tem aumentado a um milhão de pré-ordens. Dia 24 de abril de 2017, A Samsung anunciou que as vendas do Galaxy S8 foram "as melhores vendas". Ainda que não publicou o número exato de vendas, anunciou que o Galaxy S8 teve mais de 30% de vendas em relação ao Galaxy S7.